# ジョイントベンチャー (マーケティング用語)
ジョイントベンチャーとは、戦略的提携のことを指すマーケティング用語である。
合弁会社設立を指すジョイントベンチャーと目的は同じであるが、文脈によって区別される。

## 概要
ジョイントベンチャーは他社の持つ経営資産を利用する、若しくは自社の経営資産を他社に利用させることで、
ジョイントベンチャー当事者双方の事業上の発展を狙う戦略的提携を指す。
経営資産は有形資産、無形資産の両方が該当し、不動産、顧客リスト、販路、ブランド、情報発信ツールなど多種多様である。
マーケティング用語におけるジョイントベンチャーは契約関係であるため、
規模の大小や事業形態は問われず、双方に経済的メリットがあるかどうかのみが判断基軸となる。
そのため、中小零細企業から大企業まで幅広く活用されている。
なお、ここでいう戦略的提携とは、当該提携先と経済的利益の発生条件が同一となることが一般的であり、
アウトソーシングや受発注関係とは区別される。
あくまで、提携のうち、双方の利益が連動することが一般的にジョイントベンチャーといわれる提携である。
しかし、業務提携全般を広義のジョイントベンチャーという解釈で用いる者も存在する。

## 例
美容院とネイリストのジョイントベンチャーが有名である。
このジョイントベンチャーは、美容室にネイリストを派遣し、
美容室利用顧客のカラーやパーマの待ち時間等にネイルサービスを提供する、というものである。
固定費用は無いことが多く、ネイルサービスの収益を美容院とネイリストで分け合う。

## 特徴
上記の狭義のジョイントベンチャーには、独自の特徴がある。
これらは、ジョイントベンチャーが売上連動型の契約を採用することや、手元ある経営資産を活用するだけで実施できることによる。
- 測定可能性
ジョイントベンチャーによって生まれた収益が測定できる。これにより、分析及び改善が容易であり、効果がでやすい。
- リスク除去性
通常は着手金のようなものは存在せず、あくまで売上に応じた収益分配となる。ゆえに、初期費用が回収できないリスクは多くの場合負わない。
- 即効性
今ある経営資産を提供し合うことがジョイントベンチャーであるので、新規に経営資産を構築する必要がない。そのため、準備に時間がかからない。また、自社の保有する有形無形の経営資産から生まれる価値（資産効率）が向上する。